# Kandeggina Gang
Kandeggina Gang est un groupe italien de punk rock, originaire de Milan, actif entre 1979 et 1981. Il s'agit de l'un des premiers groupes italiens du genre dirigés par des femmes. Leur notoriété est en partie liée à la présence de Giovanna Coletti, qui a pris le nom de scène de Jo Squillo lorsqu'elle a quitté le groupe en 1981. 

## Histoire
« Les Kandeggina Gang, c'étaient quatre punks milanais qui tapaient sur des instruments sans grande technique pour contrer l'ennui. C'est tout. Et désolé si ça suffit pas. »

— Luca Frazzi - Guida al punk italiano
Kandeggina Gang est formé en 1979 au sein du centre social Santa Marta de Milan, où se trouvait une école de musique. Parmi les professeurs, il y avait aussi Demetrio Stratos dans les dernières années de sa vie. D'autres groupes sont également nés au sein de Santa Marta, dont Kaos Rock de Gianni Muciaccia, partenaire de Giovanna Coletti, qui l'épousera plus tard. Le nom du Kandeggina Gang, imaginé par le bassiste Marghie Gianni, fait référence à la volonté du groupe de blanchir et de corroder leur musique précédente pour repartir de zéro.
Le 6 février 1980, le groupe est invité par Cramps Records de Gianni Sassi au festival de musique Rock '80. Les groupes présents sont inclus dans la compilation homonyme et parmi eux, outre Kandeggina Gang, figuraient également Skiantos, Windopen, Take Four Doses, Kaos Rock, X Rated et Dirty Actions (it). Rock '80 est réédité plusieurs fois au fil des ans en Italie et en Allemagne. La même année, ils sortent leur premier et unique single, Sono cattiva/Orrore, qui, selon Luca Frazzi dans son Guida al punk italiano, représente « un grand exemple de punk ado joué sur les hautes fréquences (la voix stridente de Jo transperce le cerveau) avec un vague (très vague) soupçon de pop. » Le single connait un certain succès, à tel point que Luisa Cunteri, dans un article de Re nudo, les qualifie de « filles les plus pestiférées d'Italie » en raison de leurs paroles d'adolescentes et anti-masculines.
Jo Squillo quitte ensuite Kandeggina Gang pour entreprendre son nouveau projet personnel appelé Jo Squillo Eletrix, s'orientant vers des sons plus new wave d'abord, puis Italo disco.
En 1997, le label allemand Redrum Records (KBD) inclut la chanson Sono cattiva dans l'une de ses collections intitulée Killed By Death #201 - D'Italia. En 2010, Orrore est inclus dans la collection d'albums intitulée L'Anthologia New Wave (Punk E Post-Punk, 1977-1980).

## Membres
- Giovanna Coletti - voix
- Marghie Gianni - basse
- Elena - guitare
- Daniela - batterie

## Discographie

### Singles
- 1980 : Sono cattiva/Orrore (vinyle, Cramps Records)

### Participations
- 1980 : Rock '80 (LP, Cramps Records)
- 1997 : Killed by Death #201 - D'Italia (LP, Redrum Records (KBD))
- 2010 : L'Anthologia New Wave (Punk E Post-Punk, 1977-1980) (LP, Cramps Records)